# 布氏兵鯰
布氏兵鯰，為輻鰭魚綱鯰形目美鯰科的其中一種，為熱帶淡水魚。分布於南美洲委內瑞拉、蓋亞那及巴西北部淡水流域，體長可達4.9公分，棲息在底層水域，生活習性不明，可做為觀賞魚。

## 扩展阅读
維基物種上的相關：布氏兵鯰